# Alain-Michel Boudet
Alain-Michel Boudet, né le 16 mars 1940, est un chercheur en biologie français. Il est membre de l’Académie des sciences et de l’Académie des technologies.

## Biographie

### Études
Alain-Michel Boudet commence ses études à l'université Paul-Sabatier de Toulouse. Il poursuit ensuite ses études dans plusieurs établissements à l'international : l'université d'East Anglia (1973), l'université de Californie à Davis (1978), l'université de Fribourg (1982), l'université de Gand (1991).

### Carrière
Alain-Michel Boudet est l'initiateur du Centre Pierre-Potier Itav qui se situe dans l'oncopole de Toulouse et dont l'objectif est de favoriser les collaborations interdisciplinaires, et de rapprocher la rechercher privée et publique.

## Autres fonctions
- Conseiller du conseil d'administration de l'association Science Animation[3]
- Président de l'académie des sciences, inscriptions et belles-lettres de Toulouse[4].

## Œuvres
Plus de 160 articles dans des revues à comité de lecture, plusieurs ouvrages édités, 5 brevets, organisateur de plusieurs colloques internationaux.

## Publications
- Voyage Au Cœur De La Matiere Plastique : Les microstructures des polymères, éd. CNRS, 2003,  (ISBN 9782271061607)[5]